# Escola d'Administració d'Empreses
L'Escola d'Administració d'Empreses (EAE Business School) és una institució de formació superior fundada el 1958, especialitzada en management, d'àmbit internacional i amb més de 50 anys de trajectòria com a escola de negocis.
EAE compta amb cinc campus: tres a Barcelona i dos a Madrid, a més de delegacions a Mèxic, Colòmbia i el Perú que enforteixen els seus lligams institucionals amb Amèrica Llatina i desenvolupen un intercanvi acadèmic, cultural i professional amb institucions acadèmiques i escoles de negocis.
EAE manté una política activa de col·laboració amb universitats mitjançant la qual ofereix doble titulació, amb la Universitat Politècnica de Catalunya, pels estudis impartits a Barcelona; i amb la Universitat Rei Joan Carles, pels estudis impartits al campus de Madrid.

## Història
José de Orbaneja i Aragón, director de l'Escola Tècnica Superior d'Enginyeria Industrial de Barcelona, va fundar EAE el 1958, amb el suport del Ministeri d'Indústria, la Diputació de Barcelona i la Cambra de Comerç de Barcelona, i la col·laboració dels catedràtics de l'Escola d'Enginyers, Carmelo Cabré i Rabadà i Josep Maria Fons Boronat. El 2006 el Grup Planeta va adquirir.

## Antics alumnes
Des que es va fundar l'Escola, han passat més de 70.000 directius per les seves aules. Entre d'altres, destaquen els següents antics alumnes:
- Jaume Gil Aluja, president de la Reial Acadèmia de Ciències Econòmiques i Financeres
- Joan Antoni Samaranch, president d'honor vitalici del COI
- Lluís Bassat, president de Bassat Ogilvy Iberia
- Verònica Fisas, CEO de Natura Bissé Internacional

## Programes acadèmics
L'oferta formativa inclou programes MBA, màsters especialitzats per àrees (direcció general, màrqueting i comercial, finances i comptabilitat, comunicació, logística i operacions i recursos humans) i per perfils directius, i titulacions universitàries de grau.
Els programes acadèmics d'EAE Business School estan adaptats als criteris que marca l'Espai Europeu d'Educació Superior (EEES), establint, entre d'altres punts, l'adopció d'un sistema basat en dos cicles, l'establiment d'un sistema de crèdits ECTS i assegurant un nivell mínim de qualitat pel desenvolupament de criteris i metodologies comparables, a més de permetre la mobilitat d'estudiants, professors i personal administratiu per tota la Unió Europea.

## Investigació
L'any 2009 EAE crea el centre d'investigació Strategic Research Center, la missió del qual és l'anàlisi i investigació de mercats per a la seva aplicació a empreses i el seu entorn. Des del seu naixement, han vist la llum més de cent informes d'aquest departament, sol·licitats per més de quatre mil institucions de tots els àmbits i difosos pels principals mitjans de comunicació. Alguns d'aquests estudis són els següents: 
- La Deuda Pública 2016: Situación internacional, evolución esperada y revisión de la situación nacional y autonómica[5]
- La inversión en I+D+i: Evolución internacional, situación del I+D+i en España y análisis por Comunidad Autónoma
- El Gasto en Videojuegos en España: Situación Internacional y Análisis por Autonomías[6]
- El Mercado de la Música y Vídeo 2015: Situación internacional, evolución esperada y revisión de la situación nacional y autonómica[7]
- El Gasto en Maquillaje en España 2015